# Robin Croker
Pour les articles homonymes, voir Croker.
Robin Croker (né le 10 mai 1954 à Melbourne en Australie) est un coureur cycliste britannique. Il a notamment été médaillé de bronze de la poursuite par équipes aux Jeux olympiques de 1976, avec l'équipe de Grande-Bretagne. Il a auparavant représenté l'Australie lors des Jeux du Commonwealth de 1974. Il a été coureur professionnel de 1977 à 1982.

## Palmarès sur piste

### Jeux olympiques
- Montréal 1976
  -  Médaillé de bronze de la poursuite par équipes

### Championnats nationaux
- 1975
  -  Champion de Grande-Bretagne de poursuite par équipes
  - 2e du championnat d'Australie de poursuite amateurs
- 1976
  -  Champion de Grande-Bretagne de poursuite par équipes
- 1977
  - 2e du championnat de Grande-Bretagne de poursuite

## Palmarès sur route
- 1974
  - 2e du Tour de Nouvelle-Calédonie